# Tema de Licando
Tema de Licando foi um tema (uma província civil-militar) bizantino centrado na fortaleza de Licando (em grego: Λυκανδός; romaniz.: Lykandos; em latim: Lycandus) entre os séculos X e XI. Originalmente uma clisura, foi elevado em 916 para o estatuto de tema devido aos sucessos do general de origem armênia Melias. Tornou-se um importante bastião contra os emirados fronteiriços na Síria e na Mesopotâmia e teve importante papel nas campanhas de João Curcuas. Foi perdido para os turcos seljúcidas após a batalha de Manzicerta de 1071.

## História
A fortaleza de Licando estava localizada na região moderna de Elbistão, no sudeste da Turquia, nos montes Antitauro. A área era de importância crítica e estava diretamente na zona de fronteira entre os bizantinos e os emirados fronteiriços na Síria e na Mesopotâmia, comandando uma das principais rotas montanhosas para a Anatólia bizantina. Em 903, o armênio Melias se assentou na região, administrando-a de forma quase autônoma. Em 905, porém, Melias foi expulso do Império Bizantino (juntamente com outros nobres armênios) após a revolta fracassada de Andrônico Ducas contra o imperador Leão VI, o Sábio (r. 886–912).
Reconvocado em 908, seu governo foi formalmente sancionado por Leão, que o elevou ao estatuto de clisurarca de Licando. Foi encarregado de refortificar o castelo, que estava em ruínas, e de colonizar e guarnecer o distrito, que estava inabitado. Ele rapidamente realizou as duas tarefas: a região, capaz de fornecer homens, cavalos e "pastos abundantes" segundo Constantino VII Porfirogênito (r. 913–959), foi colonizada por armênios e, logo, Melias conseguiu expandir seu controle sobre os distritos montanhosos vizinhos de Tzamando e Simpósio.
As fontes árabes deixam claro que a nova província, em expansão, representava uma ameaça direta, principalmente para o vizinho Emirado de Melitene. Um feroz ataque árabe foi então lançado contra Licando em 909, mas fracassou, conseguindo apenas reconquistar algumas posições fronteiriças, enquanto que, em 915, as tropas de Melias arrasaram o território árabe, chegando até Germanícia (moderna Kahramanmaraş) A importância de Licando e as vitórias de seu comandante foram reconhecidas e, em 916, a região foi elevada ao estatuto de tema. No ano seguinte, porém, as tropas de Licando participaram da desastrosa campanha contra o Império Búlgaro que terminou com a Batalha de Anquíalo.
As forças do tema teriam ainda um papel fundamental nas guerras bizantino-árabes do início e meio do século X, especialmente nas campanhas de João Curcuas, que expandiram as fronteiras para o leste até o Eufrates e para as regiões da Síria e da Armênia, e também nas guerras civis no final do século. Administrativamente, o tema era geralmente governando juntamente com os temas vizinhos de Melitene e Tzamando. A região parece não ter sido constituída como uma sé episcopal. A área toda foi perdida pelos bizantinos após a Batalha de Manzicerta em 1071, sendo invadida pelos turcos seljúcidas, mas ela, ainda assim, aparece na concessão formal de terras de Aleixo I Comneno (r. 1081–1118) a Boemundo I de Antioquia em 1108.